# Two Hands
Two Hands (1999) är en Australisk kriminalfilm som är skriven och regisserad av Gregor Jordan. Filmen visades första gången på Sundance Film Festival i USA och hade premiär i Australien 29 december Two Hands har vunnit 15 utmärkelser och nominerats till ytterligare 12.
Huvudrollen Jimmy spelas av Heath Ledger. Ledande roller spelas också av Bryan Brown, Mariel McClorey, Evan Sheaves, Susie Porter och Rose Byrne.
Filmen utspelas i Sydney och börjar i det 'röda distriktet' red light district vid området Kings Cross. Jimmy är en ung man som jobbar som dörrman för en strippklubb. En lokal gangster erbjuder honom ett jobb. Jimmy får 10 000 australiska dollar som han ska leverera till en kvinna i området Bondi Beach. När hon inte verkar vara hemma går han till stranden för att bada. Pengarna blir stulna och Jimmy har därför stora skulder till Pando och hans gäng som vill att han begår brott för att kunna lösa skulden.
År 1999 vann filmen flera utmärkelser av Australian Film Institute: bästa regi, bästa klippning, bästa film, bästa manus och bästa manliga biroll. Two Hands nominerades också till sex andra priser: bästa musik, bästa manliga huvudroll (Heath Ledger) och bästa kvinnliga biroll (Susie Porter). Vid Stockholms Filmfestival samma år nominerades Gregor Jordan till priset Bronze Horse. År 2000 hos Film Critics Circle of Australia vann Two Hands priserna bästa film, bästa kvinnliga biroll och bästa manliga biroll (Bryan Brown). Filmen nominerades till bästa fotografi, bästa manliga huvudroll, bästa regi, bästa musik och bästa manus.